# 马洛夫施泰因
马洛夫施泰因是德国巴伐利亚州的一个市镇。总面积6.62平方公里，总人口1597人，其中男性816人，女性781人（2011年12月31日），人口密度241人/平方公里。